# Kathy Vivas
Anna Katherina Vivas (1972) là nhà vật lý thiên văn người Venezuela được công nhận vì đã điều tra và tìm ra tới 100 ngôi sao RR Lyrae mới và rất xa. Chúng nằm cách Mặt trời từ 13.000 đến 220.000 năm ánh sáng và được coi là một trong những lâu đời nhất trong Dải Ngân hà. Nghiên cứu của cô đã cho phép một số nghiên cứu đầu tiên về cấu trúc và tính chất của toàn bộ quầng sáng của Dải Ngân hà và không chỉ các phần trong cùng của nó. Việc quan sát được thực hiện bằng cách kết hợp kính viễn vọng với máy ảnh khổ lớn, cho phép các nhà thiên văn học bao phủ các phần lớn của bầu trời trong một khoảng thời gian ngắn.
Vivas là một sinh viên tốt nghiệp vật lý từ Đại học Andes và bác sĩ vật lý thiên văn của Đại học Yale.
Từ năm 2002 đến 2013, cô là nhà nghiên cứu của Trung tâm điều tra thiên văn Francisco J. Duarte (Đài quan sát thiên văn quốc gia Llano del Hato), tại ngôi làng của Llano del Hato ở Andes Venezuela, gần Apartaderos, cách Mérida khoảng 50 km về phía đông bắc Bang Mérida.
Năm 2009, cô nhận được Giải thưởng Khoa học Hạm đội Empresas Polar Lorenzo Mendoza.